# Stipe Šuvar
Stipe Šuvar (Zagvozd, 17 februari 1936 - Zagreb, 22 juni 2004), was een Kroatisch en Joegoslavisch politicus. Van 1988 tot 1989 was hij president van de Presidentiële Raad van Joegoslavië (dat wil zeggen staatshoofd).
In 1958 studeerde Šuvar af in de rechten aan de Universiteit van Zagreb. Van 1956 tot 1960 was hij hoofdredacteur van Studentski list (Studenten Nieuws), daarna was hij tot 1961 secretaris van de ideologische commissie van het Centraal Comité van de Kroatische Communistische Jeugdbond. Van 1968 tot 1972 was hij hoofdredacteur van de leidende theoretische marxistische-leninistische krant Nase teme van de Kroatische Communistenbond. Daarna was hij docent, later hoogleraar filosofie aan de Universiteit van Zagreb.
Šuvar bekleedde van 1974 tot 1982 de post van minister van Onderwijs en Cultuur van de Kroatische deelrepubliek. In 1982 werd hij in het Presidium van het Centraal Comité van de Kroatische Communistenbond gekozen. In 1984 werd hij in het Centraal Comité van de federale partij, de Joegoslavische Communistenbond gekozen. Bij het 10e Congres van de Kroatische Communistenbond in mei 1986, werd hij namens de Kroatische communisten in het Presidium van de Joegoslavische Communistenbond gekozen. Op 30 juni 1988 werd hij tot voorzitter van de Communistenbond gekozen, de belangrijkste post in het toenmalige Joegoslavië. Tijdens zijn voorzitterschap verergerden de etnische spanningen in zowel de partij als in de staat. Šuvar was voorstander van drastische hervormingen, doch door de crisis waarin Joegoslavië zich bevond, kon hij die niet verwezenlijken. Op 17 mei 1989 werd hij als partijleider vervangen door Milan Pancevski.
In 1990 werd de reformist Šuvar in de Presidentiële Raad gekozen. In de Presidentiële Raad - dat optrad als collectief staatshoofd - zaten de 8 vertegenwoordigers van de deelrepublieken en steeds mocht ieder jaar een van hen het presidentschap van het federale Joegoslavië vervullen. Omdat Kroatië zich in 1991 onafhankelijk verklaarde en Joegoslavië uiteenviel, vestigde Šuvar zich in Zagreb.
Na zich enige jaren te hebben teruggetrokken uit de politiek, trad hij halverwege de jaren '90 weer op de voorgrond, nu als oprichter van de Socialistische Werkerspartij.
- Bibsys: 9033266
- Bibliothèque nationale de France: cb12768939b (data)
- CiNii: DA03765026
- Gemeinsame Normdatei: 170196364
- International Standard Name Identifier: 0000 0000 8407 885X
- Library of Congress Control Number: n82119268
- Nationale Bibliotheek van Tsjechië: js20181000907
- Nationale Bibliotheek van Israël: 987007381374705171
- Nationale en Universitaire bibliotheek Zagreb: 000100947
- Nederlandse Thesaurus van Auteursnamen: 133346080
- Réseau des bibliothèques de Suisse occidentale: 02-A011101666
- Système universitaire de documentation: 077645677
- Virtual International Authority File: 110610311
- WorldCat: E39PBJmTmMmY4MbFJfkMKY3hHC